# لئو آتامانوف
لئو آتامانوف (روسی: Лев Атаманов؛ ۲۱ فوریه [سبک قدیمی: ۸ فوریه] ۱۹۰۵ – ۱۲ فوریهٔ ۱۹۸۱) کارگردان فیلم پویانمایی کلاسیک ارمنی‌تبار اهل روسیه بود. وی بین سال‌های ۱۹۳۳ تا ۱۹۸۰ میلادی فعالیت می‌کرد. وی یکی از بنیانگذاران هنر پویانمایی اتحاد شوروی و همچنین عضو اتحادیه فیلمبرداران اتحاد شوروی بود.

## زندگی‌نامه
وی با نام اصلی لوون کنستانتینی آتامانیان (ارمنی: Լևոն Կոնստանտինի Ատամանյան) در ۲۱ فوریه ۱۹۰۵ در مسکو به دنیا آمد و از فارغ‌التحصیل شد. آتامانوف در جبهه شرقی (جنگ جهانی دوم) شرکت جسته است. از فیلم‌ها یا برنامه‌های تلویزیونی که وی کارگردانی نموده است می‌توان به ملکه برفی اشاره کرد. وی همچنین برندهٔ جوایزی همچون هنرمند مردمی جمهوری شوروی فدراتیو سوسیالیستی روسیه (۱۹۷۸) شده‌است. وی در ۱۲ فوریهٔ ۱۹۸۱ در سن ۷۵ سالگی در مسکو درگذشت.